# Tropheus polli
Tropheus polli là một loài cá thuộc họ Cichlidae. Nó được tìm thấy ở Cộng hòa Dân chủ Congo và Tanzania. Môi trường sống tự nhiên của chúng là hồ nước ngọt.